# Brodick
Brodick (in gaelico scozzese: Breadhaig o Tràigh a' Chaisteil ("Spiaggia del Castello")) è il principale centro abitato dell'Isola di Arran, nel Firth of Clyde, Scozia. Si trova a metà della costa est dell'isola, nella Baia di Brodick sotto il Goat Fell, la montagna più alta di Arran. Il nome deriva dall'antico norreno e significa "baia larga".
Il porto funge da terminal dei traghetti tra Arran e la terraferma, via Ardrossan. Il Brodick Castle è una ex residenza dei Duchi di Hamilton.

## Infrastrutture e trasporti
Brodick ospita il principale capolinea di traghetti dell'Isola di Arran (un secondo terminale, più piccolo, sorge a Lochranza) che collega Brodick ad Ardrossan sulla terraferma e quindi alla rete ferroviaria nazionale. I traghetti sono operati da Caledonian MacBrayne. La traversata richiede solitamente meno di un'ora; questo tragitto è uno dei più frequentati della rete CalMac, e spesso si riescono ad avvistare delfini e squali elefante.

## Il villaggio

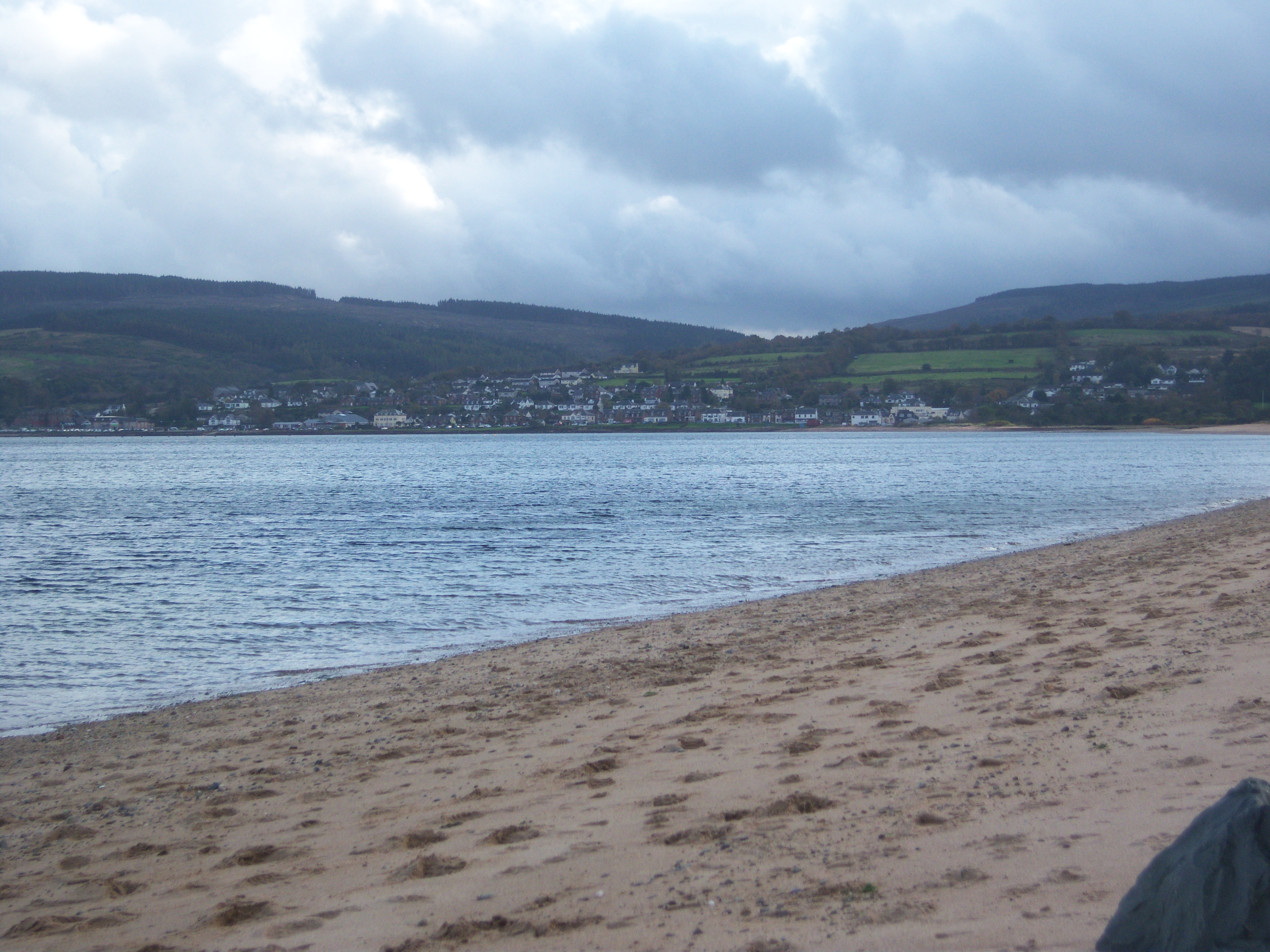
Brodick visto dalla Cladach Beach

Brodick è una destinazione popolare e punto di riferimento soprattutto per il trekking sulle colline. Il turismo costituisce infatti una delle principali entrate del villaggio, in quanto si trovano numerose attività, familiari e indipendenti, come hotel, ristoranti, negozi, bed and breakfast, guest house e attività all'aperto. A Brodick si trova una birreria, oltre a complessi sportivi compreso un campo da golf.

## Castello di Brodick

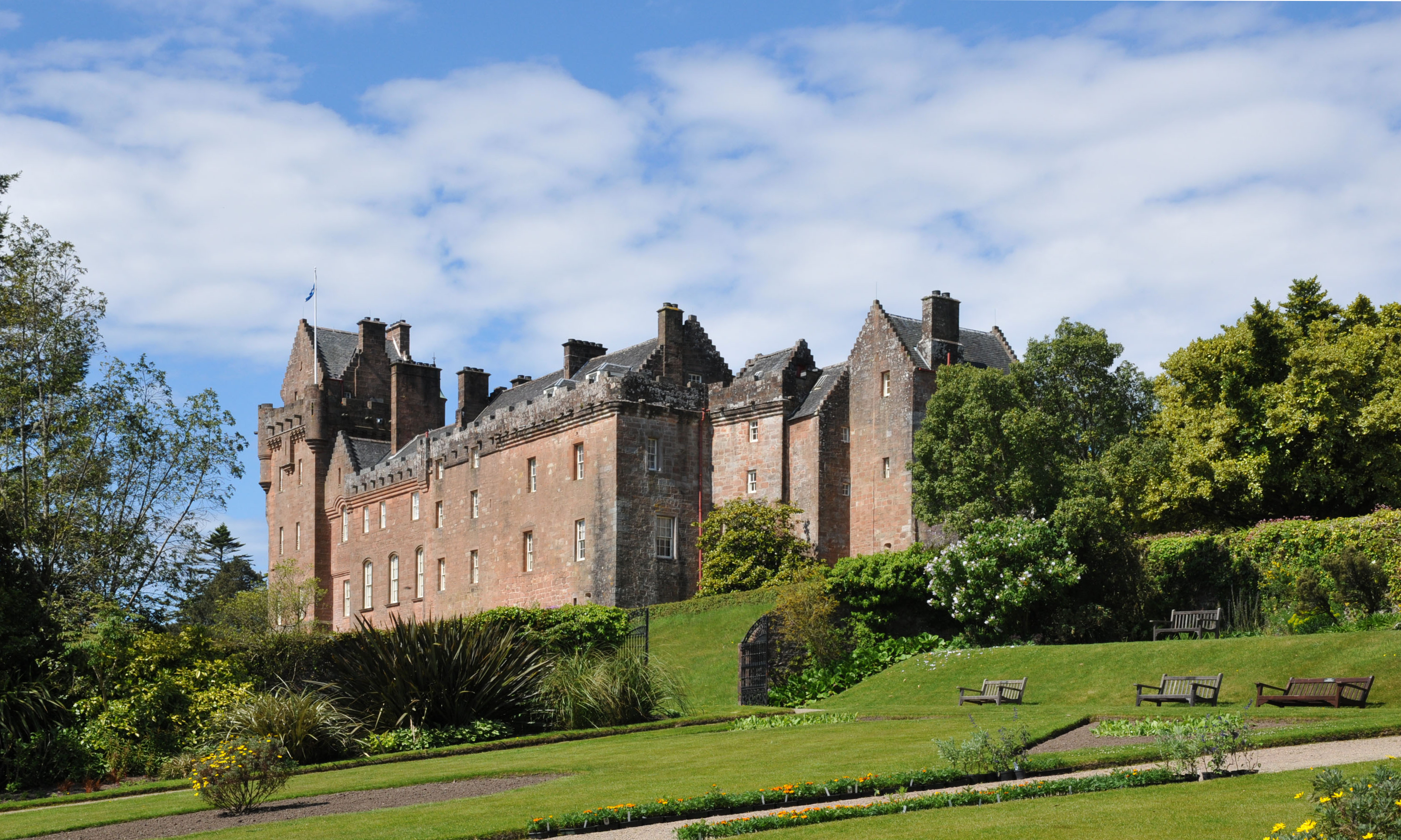
Castello di Brodick

Il Castello di Brodick fu residenza dei duchi di Hamilton, ma oggi è di proprietà del National Trust for Scotland.